# Stephen Bywater
Stephen Michael Bywater (Manchester, 7 giugno 1981) è un ex calciatore inglese, di ruolo portiere.
Ha giocato per nove squadre professionistiche ed è stato portiere nella squadra dell'Inghilterra under 21.

## Carriera

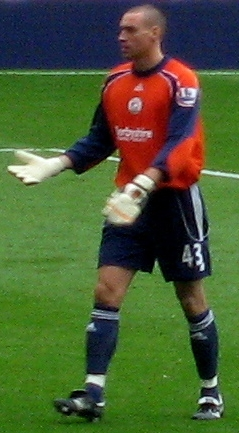
Stephen Bywater nel 2007 con la maglia del.

### West Ham United
Bywater ha iniziato la sua carriera professionistica nel 1997 nella squadra del Rochdale militante nella Football League One, terza serie calcistica inglese. La sua unica apparizione in prima squadra fu contro il Carlisle United in Autoglass Trophy.
Fu portato al West Ham, da Harry Redknapp, nel febbraio 1998 ed è stato allenato per due stagioni da Les Sealey ex portiere di Manchester Utd, Aston Villa e Coventry City.
Essendo il quarto portiere della squadra, fu girato in prestito al Wycombe Wanderers, poi passò sempre in prestito all'Hull City.
Debutto contro il Bradford City in sostituzione di Shaka Hislop, che si era fratturato una gamba.
Bywater ha giocato anche le ultime tre partite della stagione 1999-2000 contro Arsenal, Sunderland and Leeds Utd.
Rientrato dall'Hull City, fu girato in prestito prima al Wolves e nel 2002 al Cardiff City Football Club in quanto aveva davanti a lui David James ed ancora Shaka Hislop rientrato dall'infortunio.
Nel 2002 David James si trasferì a Manchester City e Bywater rientrò al West Ham restando in prima squadra per tre stagioni, alternandosi in porta con James Walker, che è stato portato a partire dal Walsall.,
Nel 2005 passa in prestito al Coventry City e l'anno seguente, sempre in prestito al Derby County.

### Derby County
Nel 2006 viene ceduto definitivamente al Derby County. Con questa squadra, dopo essersi piazzato al terzo posto nella classifica finale, vince la doppia finale di playoff della Football League Championship 2006/2007, dopo aver superato in semifinale il Southampton.
Agli inizi del 2008 passa in prestito per sei mesi all'Ipswich Town
Nella stagione 2010-2011, Bywater ritorna ancora a difendere la porta del Derby County.

### Carriera internazionale
Bywater ha avuto molte convocazioni nelle nazionali giovanili inglesi, ma ha giocato solo 6 partite con l'Inghilterra Under-21.

## Statistiche

### Presenze e reti nei club
Statistiche aggiornate al 30 giugno 2017.
| Stagione              | Squadra               | Campionato            | Campionato | Campionato | Coppe nazionali | Coppe nazionali | Coppe nazionali | Coppe continentali | Coppe continentali | Coppe continentali | Altre coppe | Altre coppe | Altre coppe | Totale | Totale |
| Stagione              | Squadra               | Comp                  | Pres       | Reti       | Comp            | Pres            | Reti            | Comp               | Pres               | Reti               | Comp        | Pres        | Reti        | Pres   | Reti   |
| --------------------- | --------------------- | --------------------- | ---------- | ---------- | --------------- | --------------- | --------------- | ------------------ | ------------------ | ------------------ | ----------- | ----------- | ----------- | ------ | ------ |
| 2000-2001             | West Ham              | PL                    | 1          | -1         | FACup+CdL       | 0               | 0               | -                  | -                  | -                  | -           | -           | -           | 1      | -1     |
| 2001-gen. 2002        | Wolverhampton         | FD                    | 0          | 0          | FACup+CdL       | 0               | 0               | -                  | -                  | -                  | -           | -           | -           | 0      | 0      |
| gen.-giu. 2002        | Cardiff City          | FD                    | 0          | 0          | FACup+CdL       | -               | -               | -                  | -                  | -                  | -           | -           | -           | 0      | 0      |
| 2002-2003             | West Ham              | PL                    | 0          | 0          | FACup+CdL       | 0               | 0               | -                  | -                  | -                  | -           | -           | -           | 0      | 0      |
| 2003-2004             | West Ham              | FD                    | 17+3       | -18 + -2   | FACup+CdL       | 3+0             | -4              | -                  | -                  | -                  | -           | -           | -           | 23     | -24    |
| 2004-2005             | West Ham              | FLC                   | 36+1       | -43 + -0   | FACup+CdL       | 2+0             | -2              | -                  | -                  | -                  | -           | -           | -           | 39     | -45    |
| 2005-gen. 2006        | Coventry City         | FLC                   | 14         | -24        | FACup+CdL       | 0               | 0               | -                  | -                  | -                  | -           | -           | -           | 14     | -24    |
| gen.-giu. 2006        | West Ham              | PL                    | 1          | 0          | FACup+CdL       | -               | -               | -                  | -                  | -                  | -           | -           | -           | 1      | 0      |
| Totale West Ham       | Totale West Ham       | Totale West Ham       | 55+4       | -62 + -2   |                 | 5               | -6              |                    | -                  | -                  |             | -           | -           | 64     | -70    |
| 2006-2007             | Derby County          | FLC                   | 37+3       | -28 + -4   | FACup+CdL       | 3+0             | -3              | -                  | -                  | -                  | -           | -           | -           | 43     | -35    |
| 2007-gen. 2008        | Derby County          | PL                    | 18         | -41        | FACup+CdL       | 0+1             | -2              | -                  | -                  | -                  | -           | -           | -           | 19     | -43    |
| gen.-giu. 2008        | Ipswich Town          | FLC                   | 17         | -19        | FACup+CdL       | -               | -               | -                  | -                  | -                  | -           | -           | -           | 17     | -19    |
| 2008-2009             | Derby County          | FLC                   | 31         | -47        | FACup+CdL       | 3+0             | -7              | -                  | -                  | -                  | -           | -           | -           | 34     | -54    |
| 2009-2010             | Derby County          | FLC                   | 42         | -54        | FACup+CdL       | 4+1             | -4 + -2         | -                  | -                  | -                  | -           | -           | -           | 47     | -60    |
| 2010-mar. 2011        | Derby County          | FLC                   | 22         | -31        | FACup+CdL       | 1+1             | -2 + -1         | -                  | -                  | -                  | -           | -           | -           | 24     | -34    |
| Totale Derby County   | Totale Derby County   | Totale Derby County   | 150+3      | -201 + -4  |                 | 14              | -21             |                    | -                  | -                  |             | -           | -           | 167    | -226   |
| mar.-giu. 2011        | Cardiff City          | FLC                   | 8+2        | -11 + -3   | FACup+CdL       | -               | -               | -                  | -                  | -                  | -           | -           | -           | 10     | -14    |
| Totale Cardiff City   | Totale Cardiff City   | Totale Cardiff City   | 8+2        | -11 + -3   |                 | -               | -               |                    | -                  | -                  |             | -           | -           | 10     | -14    |
| 2011-2012             | Sheffield Weds        | FL1                   | 32         | -26        | FACup+CdL       | 2+0             | -4              | -                  | -                  | -                  | FLT         | -           | -           | 34     | -30    |
| 2012-2013             | Sheffield Weds        | FLC                   | 0          | 0          | FACup+CdL       | 2+2             | -2 + -2         | -                  | -                  | -                  | -           | -           | -           | 4      | -4     |
| Totale Sheffield Weds | Totale Sheffield Weds | Totale Sheffield Weds | 32         | -26        |                 | 6               | -8              |                    | -                  | -                  |             | -           | -           | 38     | -34    |
| 2013-2014             | Millwall              | FLC                   | 7          | -13        | FACup+CdL       | 0+2             | -3              | -                  | -                  | -                  | -           | -           | -           | 9      | -16    |
| 2014-gen. 2015        | Gillingham            | FL1                   | 13         | -16        | FACup+CdL       | 0+1             | -1              | -                  | -                  | -                  | FLT         | 0           | 0           | 14     | -17    |
| gen.-giu. 2015        | Doncaster Rovers      | FL1                   | 21         | -29        | FACup+CdL       | -               | -               | -                  | -                  | -                  | FLT         | -           | -           | 21     | -29    |
| 2015                  | Kerala Blasters       | ISL                   | 12         | -23        | -               | -               | -               | -                  | -                  | -                  | -           | -           | -           | 12     | -23    |
| gen.-giu. 2016        | Burton Albion         | FL1                   | 0          | 0          | FACup+CdL       | -               | -               | -                  | -                  | -                  | FLT         | -           | -           | 0      | 0      |
| 2016-2017             | Burton Albion         | FLC                   | 5          | -7         | FACup+CdL       | 0+1             | -5              | -                  | -                  | -                  | -           | -           | -           | 6      | -12    |
| Totale Burton Albion  | Totale Burton Albion  | Totale Burton Albion  | 5          | -7         |                 | 1               | -5              |                    | -                  | -                  |             | -           | -           | 6      | -12    |
| Totale carriera       | Totale carriera       | Totale carriera       | 350        | -440       |                 | 29              | -44             |                    | -                  | -                  |             | 0           | 0           | 379    | -484   |

## Palmarès

### Club

#### Competizioni giovanili
- FA Youth Cup: 1

West Ham: 1998-1999